# Parcoul
Parcoul korábbi község Franciaországban, Dordogne megyében. Lakosainak száma 423 fő (2018. január 1.). Parcoul Médillac községgel határos.
2016. január 1-jén Chenaud korábbi községgel egyesült és az így létrejött Parcoul-Chenaud új község része lett.

## Népesség
A település népességének változása:
| Lakosok száma | 474  | 432  | 421  | 363  | 411  | 359  | 404  | 776  | 419  | 423  |
|               | 1962 | 1968 | 1975 | 1990 | 1999 | 2008 | 2013 | 2016 | 2017 | 2018 |